# دوشان غاليس
دوشان غاليس، من مواليد 24 نوفمبر 1949، لاعب كرة قدم تشيكوسلوفاكي سابق، ومدرب كرة قدم سلوفاكي سابق.
لعب مع منتخب تشيكوسلوفاكيا لكرة القدم.

## روابط خارجية
- دوشان غاليس على موقع الاتحاد الأوربي (الإنجليزية)
- دوشان غاليس على موقع قاعدة بيانات كرة القدم.إي يو (الإنجليزية)
- دوشان غاليس على موقع ناشيونال فوتبول تيمز (الإنجليزية)
- دوشان غاليس على موقع Soccerway.com (الإنجليزية)